# Cantorchilus superciliaris
El cucarachero cejón (Cantorchilus superciliaris) es una especie de ave paseriforme de la familia Troglodytidae endémica de Ecuador y Perú.

## Distribución y hábitat
Se encuentra únicamente en las regiones costeras de Ecuador y norte de Perú. Su hábitat natural son los bosques tropicales, zonas de matorral y manglares.